# René Grando
René Grando   (Perpinyà, 1948 - Tolosa, 12 de setembre de 2024) va ser un escriptor, periodista i cineasta nord-català que va escriure principalment en francès, fill de l'escriptor i poeta rossellonès Renat Grandó, i nebot de Carles Grandó, activista català, escriptor i poeta rossellonès.
Fou periodista per L'Indépendant de Perpinyà, i després cap dels serveis d'informació de TV3 a Barcelona. La seva obra d'assaig, recerca i cinematografia es concentra principalment en la tasca de rescatar la memòria de la Guerra Civil espanyola, La retirada, els camps de concentració a França i l'exili, i va col·laborar amb altres artistes, com ara els escriptors Jaume Queralt, Xavier Febrés o Marie-Louise Roubaud Revilla.

## Obra publicada

### Narrativa
- Les babouins du zoo de Barcelone (Perpinyà: Trabucaire, 1994) - novel·la sobre La retirada / l'èxode republicà i els camps de concentració del sud de França.
- Tapas bulgares pour Germinal Poco (Perpinyà: Mare Nostrum, 2004) - novel·la negra

### Assaig
- Vous avez la mémoire courte: 1939. 500.000 républicains venus du Sud "indésirables" en Roussillon, juntament amb Jaume Queralt i Xavier Febrés (Marcèvol-Vinçà: Éditions du Chiendent, 1981)
- Camps du mépris. Des chemins de l'exil à ceux de la Résistance (1939 - 1945), amb Jaume Queralt i Xavier Febrés (Perpinyà: El Trabucaire, 1991)
- ¡Al campo! Espagne 1939 – Exode, frontiere, exil / ¡Al Campo! España 1939 - éxodo, frontera, exilio text bilingüe castellà - francès (Perpinyà: Mare Nostrum, 2006)

### Cinema
- Contes de l'exil ordinaire (1992) - documental de Christian Maro sobre una idea de René Grando i Marie-Louise Roubaud
- Mon voisin le Gitan (1992) - director, documental televisiu
- Espagne-France, Deux guerres pour la liberté (2009) - director, documental